# Polski Związek Łyżwiarstwa Szybkiego
Polski Związek Łyżwiarstwa Szybkiego (PZŁS) – organizacja zrzeszająca zawodników, trenerów i działaczy polskiego łyżwiarstwa szybkiego. Powstał w 1957 roku na skutek wydzielania się z Polskiego Związku Łyżwiarstwa, dotychczas zrzeszającego zarówno łyżwiarzy figurowych, jak i panczenistów.

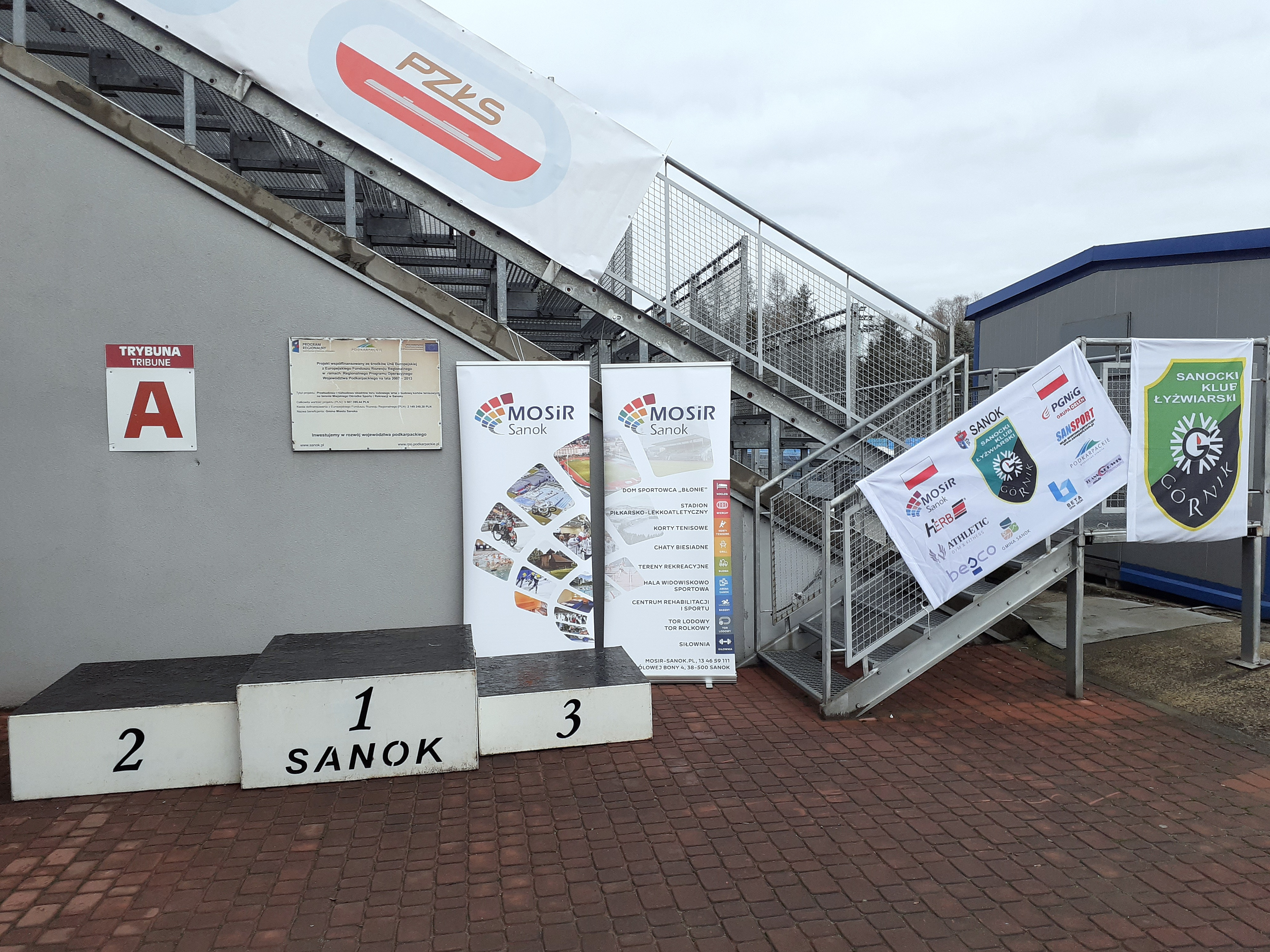
Baner PZŁS na torze Błonie w Sanoku (2023)

## Prezesi PZŁS
- Aleksander Cwetschek (1957-1959 i 1960-1962)[3][4][5]
- Władysław Sankowski (1960 i 1962-1964)[4][5]
- Kazimierz Czarnocki (1964-1968)[6][7]
- Władysław Sankowski (1968-1976)[7]
- Alojzy Mokrogulski (1976-1983)[8][9]
- Sylwester Niedziński (1984-1986)[9][10]
- Kazimierz Kowalczyk (1986-2002)[10][11]
- Marian Węgrzynowski (2002-2006)[12]
- Kazimierz Kowalczyk (2006-2016)[13]
- Roman Derks (2016-2018)[14]
- Rafał Tataruch (2018[15]-)